# Werner Kowalski (Historiker)
Werner Kowalski (* 16. Januar 1929 in Wanne-Eickel, Kreis Gelsenkirchen; † 7. Januar 2010 in Halle (Saale)) war ein deutscher Historiker.

## Leben
Werner Kowalski studierte Geschichte an der Universität Halle von 1948 bis 1952. Er promovierte 1960 bei Leo Stern. Seine Schriften zu Wilhelm Weitling und den Sozialisten vor Marx gehören zur Grundlagenliteratur zu diesem Themenbereich. Er habilitierte 1969 und wurde 1970 zum Professor berufen. Bis 1990 war er Leiter des „Wissenschaftsbereichs Allgemeine Geschichte der Sektion Geschichte / Staatsbürgerkunde“ an der Martin-Luther-Universität Halle-Wittenberg.
Werner Kowalski ist der Vater des Lyrikers Jörg Kowalski.

## Werke (Auswahl)
- Die Schweizer Weitling-Zeitschriften und die Weitlings-Forschung. In: Zeitschrift für Geschichtswissenschaft. 4 (1958) S. 824–841.
- Die konterrevolutionäre Haltung der Entente zur deutschen November-Revolution. In: Wissenschaftliche Zeitschrift der Universität Halle. 8 (1958/59)
- Die wandernden Handwerksgesellen und die Anfänge der deutschen Arbeiterbewegung. Phil. Diss. Halle 1960.
- Vorgeschichte und Entstehung des Bundes der Gerechten. Mit einem Quellenanhang. (= Schriftenreihe des Instituts für Deutsche Geschichte an der Martin-Luther-Universität Halle 1). Rütten & Loening, Berlin 1962 (Als Lizenzausgabe: Detlev Auvermann, Glashütten / Ts. 1962)
- Die Volksagitation in der Freien Stadt Frankfurt nach dem Wachensturm vom April 1833. In: H. J. Bartmuß u. a. (Hrsg.): Die Volksmassen. Gestalter der Geschichte. Festgabe für Prof. Dr. Dr. h. c. Leo Stern zu seinem 60. Geburtstag . Rütten & Loening, Berlin 1962, S. 154–174.
- mit Heinz Tillmann (Hrsg.): Westdeutscher Neokolonialismus. Untersuchgen über die wirtschaftliche und politische Expansion des westdeutschen Imperialismus in Afrika und Asien. (= Schriftenreihe des Instituts für allgemeine Geschichte an der Martin-Luther-Universität Halle-Wittenberg 1). Rütten & Loening, Berlin 1963.
- Vom kleinbürgerlichen Demokratismus zum Kommunismus. Zeitschriften aus der Frühzeit der deutschen Arbeiterbewegung (1834 bis 1847) Die Hauptberichte der Bundeszentralbehörde in Frankfurt am Main von 1838 bis 1842 über die deutsche revolutionäre Bewegung. Bearb. u. eingel. von Werner Kowalski. (= Archivalische Forschungen zur Geschichte der deutschen Arbeiterbewegung Band 5 / I). Akademie Verlag, Berlin 1967 (Detlev Auvermann, Glashütten / Ts. 1967; Topos Verlag, Vaduz 1978)
- Der Hülferuf der deutschen Jugend. Bern 1841. Die junge Generation. Genf 1842/43. Mit einer Einleitung v. Werner Kowalski. Detlev Auvermann, Glashütten im Taunus 1973.
- Vom kleinbürgerlichen Demokratismus zum Kommunismus. Die Hauptberichte der Bundeszentralbehörde in Frankfurt am Main von 1838 bis 1842 über die deutsche revolutionäre Bewegung . Bearb. u. eingel. von Werner Kowalski. Akademie Verlag, Berlin 1978 (Archivalische Forschungen zur Geschichte der deutschen Arbeiterbewegung Band 5 / II) (Topos Verlag, Vaduz 1978)
- Zur Entstehung und zum Charakter der SAI. In: Beiträge zur Geschichte der Arbeiterbewegung. Dietz Verlag, Berlin 1969, S. 928–948.
- Zusammenbruch und Restauration der 2. Internationale (1914–1923). Phil. Habil 21. Mai 1969 Universität Halle
- mit Detlef Jena, Dieter Pälike u. a. (Hrsg.): Prinzipien der Einheit von Sozialismus, Wissenschaft und Bildung. Materialien d. zentralen wissenschaftl. Konferenz der Martin-Luther-Universität Halle-Wittenberg vom 29. April 1970 zum 100. Geburtstag W. I. Lenins. Martin-Luther-Universität Halle-Wittenberg, 1970
- Kowalski, Werner: Leo Sterns Beitrag zur Erforschung der Geschichte der deutschen Arbeiterbewegung. In: Hans Hübner (Hrsg.): Leo Stern im Dienst der Wissenschaft und sozialistischen Politik. Halle (Saale) 1976, S. 24–29 (=Wissenschaftliche Beiträge der Martin-Luther-Universität Halle-Wittenberg 1976/18)
- mit Johannes Glasneck (Hrsg.): Die Sozialistische Internationale. Ihre Geschichte und Politik.  Deutscher Verlag der Wissenschaften, Berlin 1977
- Die Berliner Dreiexekutivenkonferenz 1922.  In: Wissenschaftliche Zeitschrift der Martin-Luther-Universität, Halle-Wittenberg. Gesellschafts- und Sprachwissenschaftliche Reihe. Jg. 27, 1978, Heft 2, S. 19–29.
- als Hrsg.: Soziale Grundlagen und Herrschaftsmechanismen des deutschen Faschismus. 2 Teile. Univ. Halle-Wittenberg, Halle (Saale) 1980.
- Geschichte der sozialistischen Arbeiter-Internationale (1923–1940). Deutscher Verlag der Wissenschaften, Berlin 1985.
- Größe und Grenze einer elementar-proletarischen Bewegung: Der Bund der Gerechten. In: Zeitschrift für Geschichtswissenschaft. Jg. 35, 1987, Heft 9, S. 784–800.
- Endgültiger Zerfall des Bundes der Geächteten und Gründung des Bundes der Gerechten. In: Martin Hundt (Hrsg.): Bund der Kommunisten 1836–1852. Akademie Verlag. Berlin 1988, S. 126–137.
- Ernst Barnikols Forschungen zur Geschichte des deutschen Frühsozialismus. In: Walter Schmidt (Hrsg.): Sozialismus und frühe Arbeiterbewegung.  Akademie der Wissenschaften der DDR, Zentralinstitut für Geschichte, Berlin 1989, S. 268–274 (= Studien zur Geschichte 15)
- als Hrsg.: Karl Kautsky. Referate und Beiträge der halleschen Konferenz anlässlich des 50. Todestages. Halle/S. 1990
- Individuelle Freiheit oder Befreiung des Individuums. Ein Diskussionsproblem der frühen deutschen Arbeiterbewegung. In: Alternativen denken. Kritisch emanzipatorische Gesellschaftstheorien als Reflex auf die soziale Frage in der bürgerlichen Gesellschaft. Herausgegeben vom Zentralinstitut für Philosophie. Zentralinstitut für Philosophie, Berlin 1991, S. 55–57. (Kolloquium zum Thema: Alternativen Denken, 4. und 5. Oktober 1991, Berlin).
- Sozialismusvorstellungen gestern und heute. Hrsg. von der Partei des Demokratischen Sozialismus. Grundsatzkommission. Berlin 1997 (=Controvers)